# Liste der Monuments historiques in Ars-en-Ré
Die Liste der Monuments historiques in Ars-en-Ré führt die Monuments historiques in der französischen Gemeinde Ars-en-Ré auf.

## Liste der Bauwerke
| Bezeichnung          | Beschreibung              | Standort                              | Kennzeichnung | Schutzstatus | Datum | Bild           |
| -------------------- | ------------------------- | ------------------------------------- | ------------- | ------------ | ----- | -------------- |
| Batterie Kora-Karola |                           | (Lage)                                | PA17000044    | Inscrit      | 2002  | weitere Bilder |
| Kirche St-Étienne    | Erbaut im 12. Jahrhundert | (Lage)                                | PA00104599    | Classé       | 1903  | weitere Bilder |
| Demeure de Sénéchal  | Herrenhaus                | Rue des Tourelles Rue Gambetta (Lage) | PA00104600    | Inscrit      | 1925  | weitere Bilder |
| Salzraffinerie       |                           | Rue de Mouillebarbe (Lage)            | PA00105304    | Inscrit      | 1989  |                |

## Liste der Objekte
Zum Verständnis siehe: Kirchenausstattung
- Monuments historiques (Objekte) in Ars-en-Ré in der Base Palissy des französischen Kultusministeriums